# Вакидзаси
Вакидзаси (яп. 脇差) — короткий японский меч (сёто). В основном использовался самураями и носился на поясе. Его носили в паре с катаной.
Длина клинка — от 1 до 2 сяку (30,3-60,6 см), общая длина с рукоятью ≈ 50-85 см (обычно 70-80 см). Оружие с длиной клинка меньше 1 сяку считается танто, а больше 2 сяку — катаной.
Клинок односторонней заточки, малой кривизны. Вакидзаси похож по форме на катану. Вакидзаси изготавливался с дзукури (оформлением) различной формы и длины, обычно более тонким, чем у катаны. Степень выпуклости сечения клинка вакидзаси намного меньше, поэтому по сравнению с катаной этот меч резал мягкие объекты более резко. Рукоять вакидзаси классического сечения, такая же толстая, как у катаны, но меньшей длины.
Часто мечи вакидзаси и катану делал один мастер, мечи имели качественное оформление и один стиль. Эту пару мечей одного стиля называли дайсё (в переводе «длинный — короткий» или «большой — малый»). Если мечи изготовлялись разными мастерами, даже родственниками, то их уже нельзя было называть дайсё. В такой паре вакидзаси использовался в качестве короткого меча (сёто).
Для удобного ношения двух мечей (катаны и/или вакидзаси и/или танто) японцами были придуманы различные способы их ношения. Мечи фиксировались с помощью шнура сагэо, который продевался через скобу куригата, которая находилась на лицевой стороне ножен. Такие способы фиксации не давали мечу упасть на землю или же потеряться и при этом оставляли торс свободным. Вакидзаси принято всегда носить в ножнах, заложенными за пояс (оби) под таким углом, который скрывает от противника длину лезвия. Такой способ ношения в обществе сформировался после завершения войн периода Сэнгоку в начале XVII века, когда носить оружие стало больше традицией, чем военной необходимостью.
Самураи использовали вакидзаси в качестве оружия тогда, когда катана была недоступна или неприменима. В ранние периоды японской истории кинжал танто носился вместо вакидзаси. Также, когда самурай надевал доспех, он дополнительно заменял катану на более длинный тати, то есть использовал оружейную пару с куда большей разницей в длине. Входя в помещение, воин оставлял катану у слуги или на подставке для мечей катанакакэ, а вакидзаси всегда носился при себе, и его снимали только в случае, если самурай оставался на длительный период времени. Буси часто называли этот меч «хранителем своей чести». Некоторые школы фехтования учили использовать и катану и вакидзаси одновременно.
В отличие от катаны, которую могли носить только самураи (и тем более тати, меча чисто военного назначения), вакидзаси был разрешён для ношения купцам и ремесленникам в качестве полноценного оружия самообороны. Носить одновременно с ним танто заткнутым за пояс запрещалось ввиду недозволительно комедийного сходства такого носителя двух мечей с самураем.